# Machete Joe
Machete Joe es una película estadounidense del género terror de 2010, dirigida por Sasha Krane, escrita por Gordon Greene, musicalizada por Vincent Gillioz, a cargo de la fotografía estuvo Christopher Walling y el elenco está compuesto por Art Evans, Paul Campbell y Ernie Hudson, entre otros. Este largometraje se estrenó el 29 de enero de 2010.

## Sinopsis
Trata acerca de varios actores desempleados que se disponen a filmar una película de terror de bajo presupuesto acerca de una leyenda urbana.